# Istituto agronomico per l'oltremare

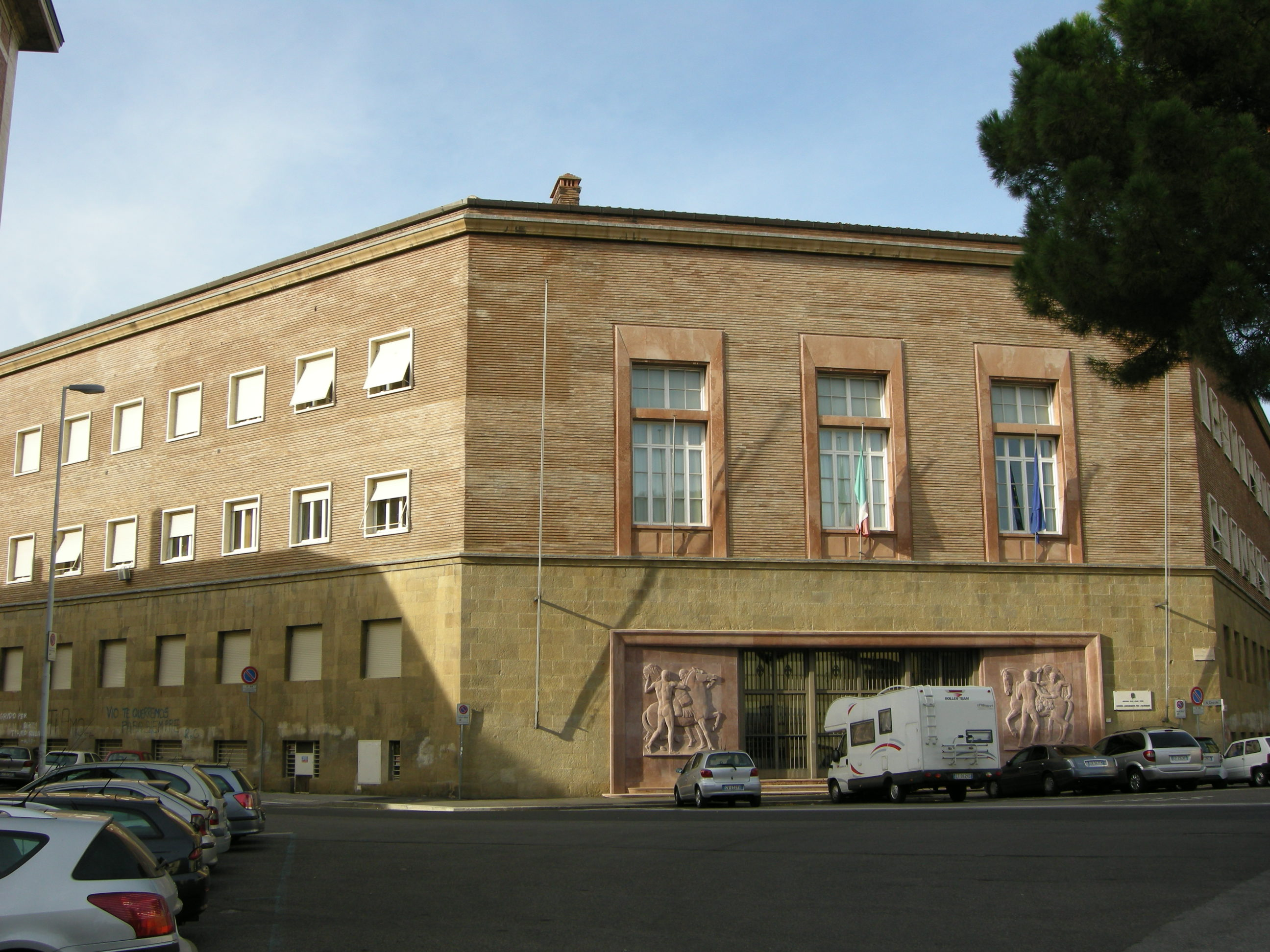
Istituto agronomico per l'oltremare

El Istituto agronomico per l'Oltremare (Instituto agronómico para el ultramar) (IAO) es un órgano técnico científico del Ministerio de relaciones exteriores de Italia, con sede en Florencia.

## Historia
El Instituto fue fundado en 1904 en Florencia por un grupo de agrónomos y tropicalistas italianos, bajo el nombre de "Istituto Agricolo Coloniale Italiano" (IACI), para promover el estudio del medio ambiente y de la agricultura tropical y para realizar actividades de capacitación en el campo agrícola.
El Instituto ha sido muy activo en los años entre las dos guerras mundiales, bajo la dirección del agrónomo Armando Maugini, estudiando los problemas agrícolas y económicos de las colonias italianas y formando los técnicos encargados de su valorización. En 1938 se volvió Istituto agronomico per l'Africa Italiana. Después de la Segunda Guerra Mundial se dedicó a la asistencia técnica en el campo agrícola y a la emigración italiana en América Latina. En 1959 el Instituto adoptó su denominación actual y fue sujeto al Ministerio de relaciones exteriores.

## Estructuras

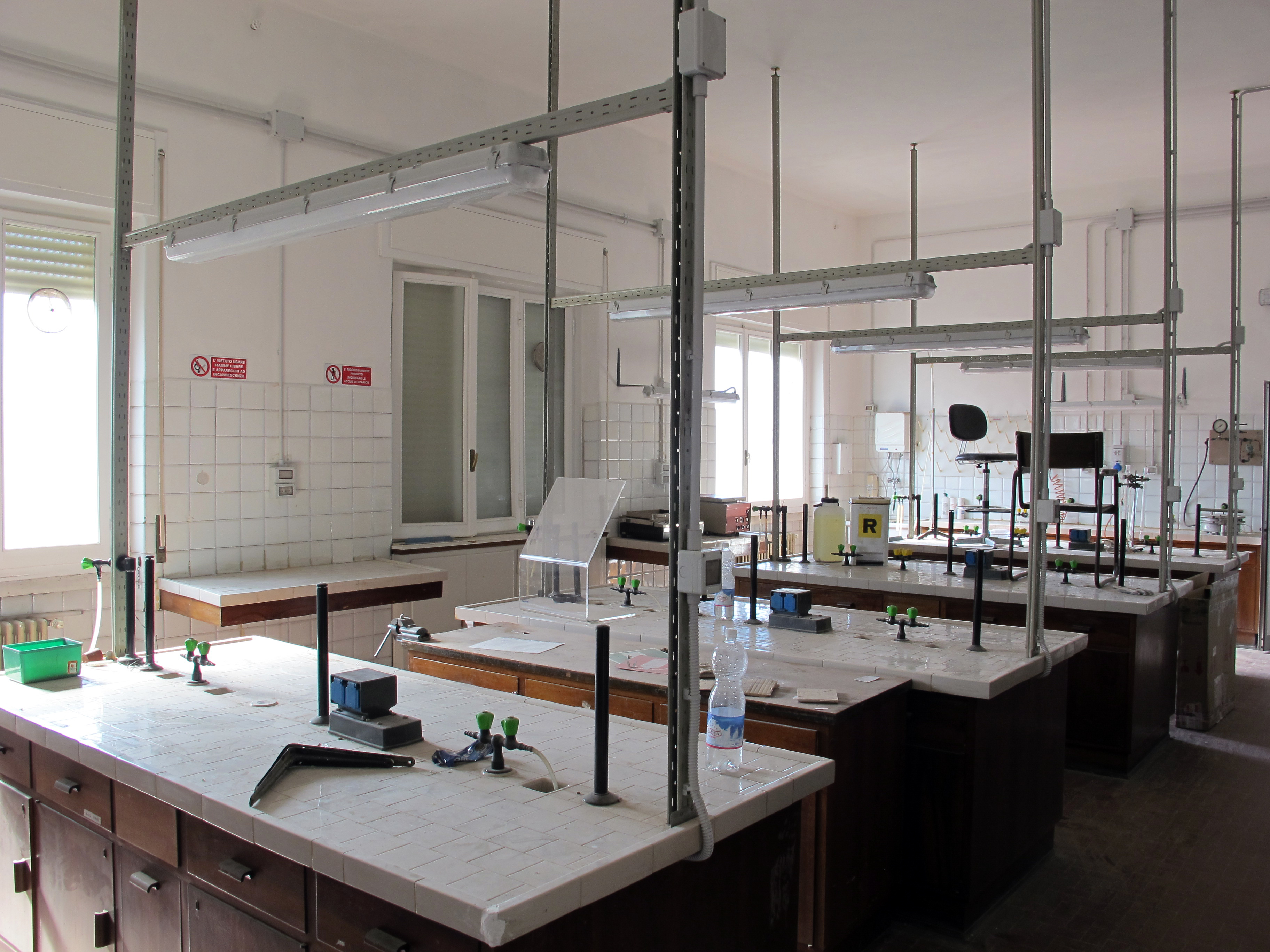
Laboratorios

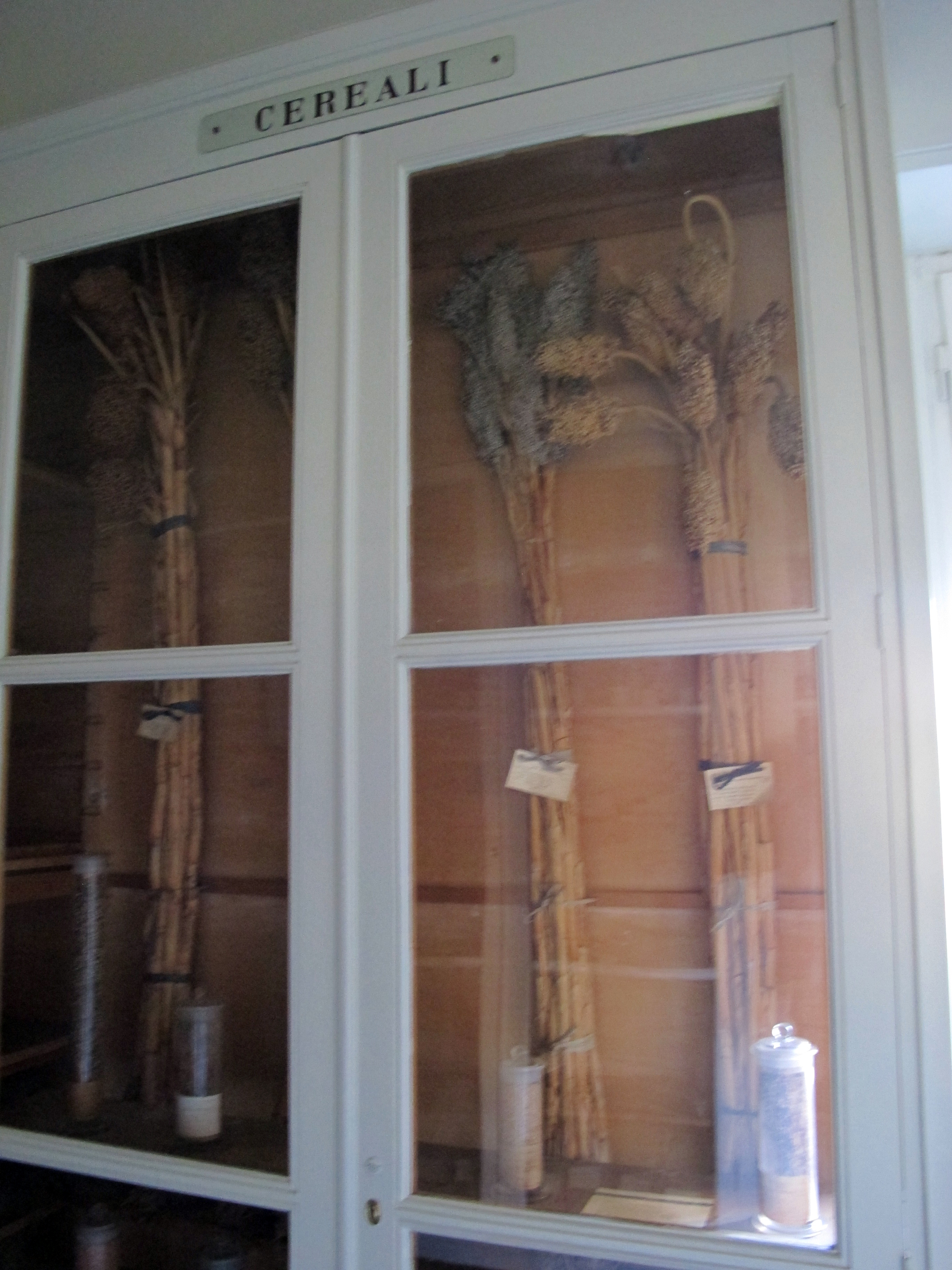
Campiones de cereales

El mandato del Instituto concierne el estudio, la capacitación, la asesoría y la asistencia técnica en el campo agrícola tropical y subtropical y la protección del medio ambiente.
Opera en el campo de la cooperación para el desarrollo en África, América Latina, Asia y Europa oriental. Realiza proyectos de cooperación en los países en vía de desarrollo y emergentes, principalmente por cuenta de la Dirección general para la cooperación al desarrollo del Ministerio de relaciones exteriores de Italia y de la Comisión europea. Las actividades de cooperación internacional, muy intensas a partir de la aprobación de la Ley n. 49 del 1987) sobre Cooperación para el desarrollo, se refieren sobre todo al desarrollo agrícola y rural, a la conservación y a la valorización de la biodiversidad agrícola y al desarrollo de las tecnologías agrícolas sostenibles e inclusivas. El Instituto colabora con instituciones agrícolas y centros de investigación, asociaciones y comunidades rurales. El Instituto financia directamente unos pequeños programas de investigación agrícola y medioambiental, en colaboración con centros de investigación ubicados en los países en vía de desarrollo y emergentes, y hospeda en su propia sede unos cursos de capacitación, en particular en el campo de la geomática, utilizando el propio Laboratorio de teledetección y de análisis medioambiental, y del riego, utilizando la propia finca experimental de Bonistallo en la municipalidad de Poggio a Caiano. Los Cursos de formación comprenden experiencias prácticas, que se han realizado en Toscana, en la Isla de Elba, en Sardinia y en los países en vía de desarrollo en los que opera el Instituto (Bolivia, China, Eritrea, Marruecos, Túnez), etc.
La Biblioteca, creada en 1908, está especializada en la documentación sobre agricultura y economía agrícola de las regiones intertropicales y dispone de 131,000 volúmenes y de 800 revistas.
El Instituto tiene un Archivo fotográfico y un Centro de documentación que guardan testimonios de la actividad agrícola en los trópicos, y en particular en las antiguas colonias italianas.
El Instituto publica una revista científica internacional: The Journal of Agriculture and Environment for International Development, que se ocupa de agricultura tropical y subtropical, y monografías especializadas, pertenecientes a colecciones en los campos siguientes:
- Biblioteca agrícola tropical
- Documentos para la cooperación al desarrollo
- Manuales técnicos para la cooperación al desarrollo
- Opúscolos ilustrativos del IAO
- Quaderni di economia per la cooperazione allo sviluppo agricolo tropicale
- Informes y monografías agrícolas tropicales y subtropicales
- Acta de congresos

Anexados al Instituto se encuentran el Centro de formación y el Jardín botánico, que hospeda una colección de plantas tropicales y subtropicales. Alberga también una colección de productos agrícolas tropicales y una colección de insectos.

## Actividades

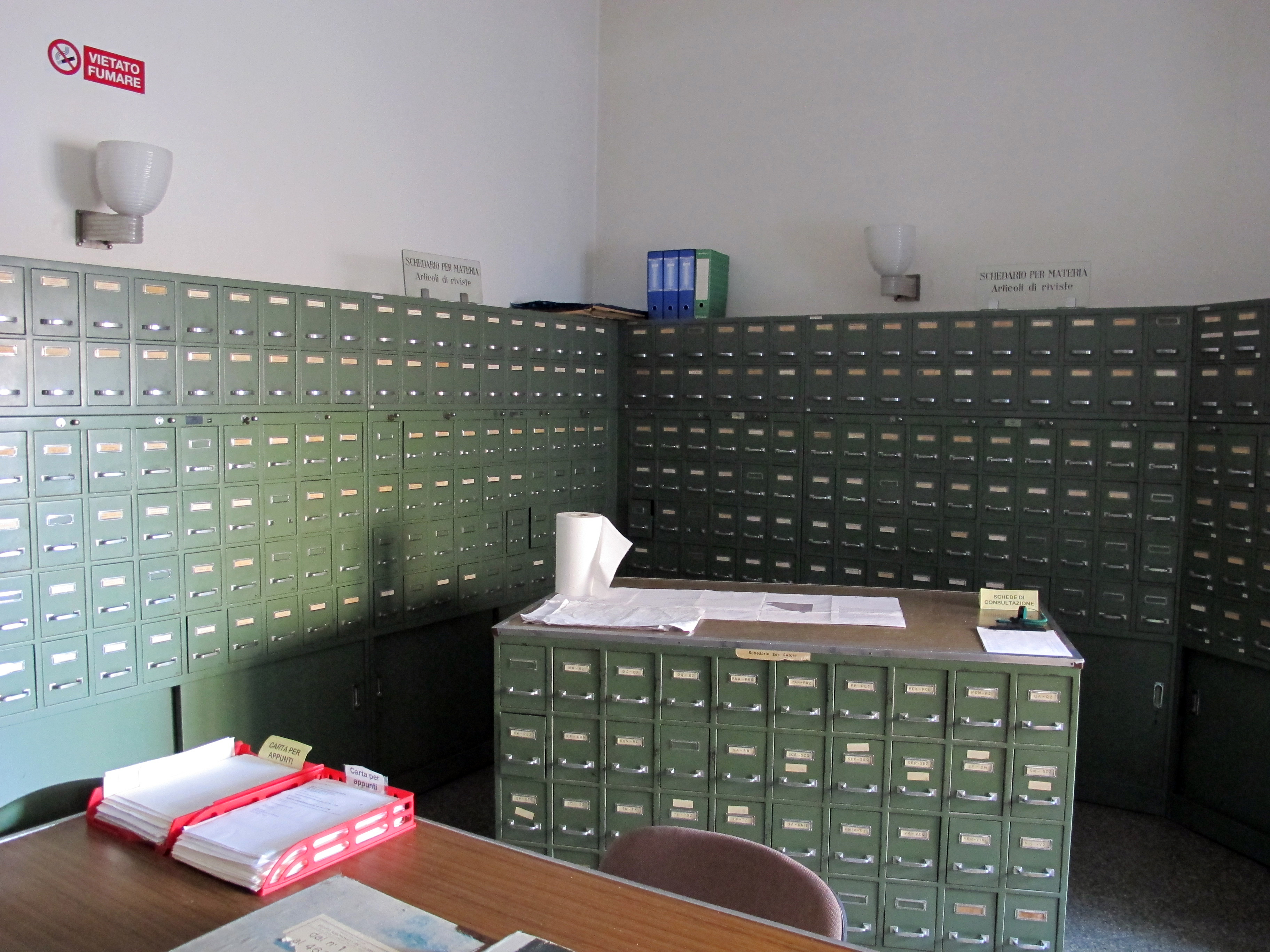
La biblioteca

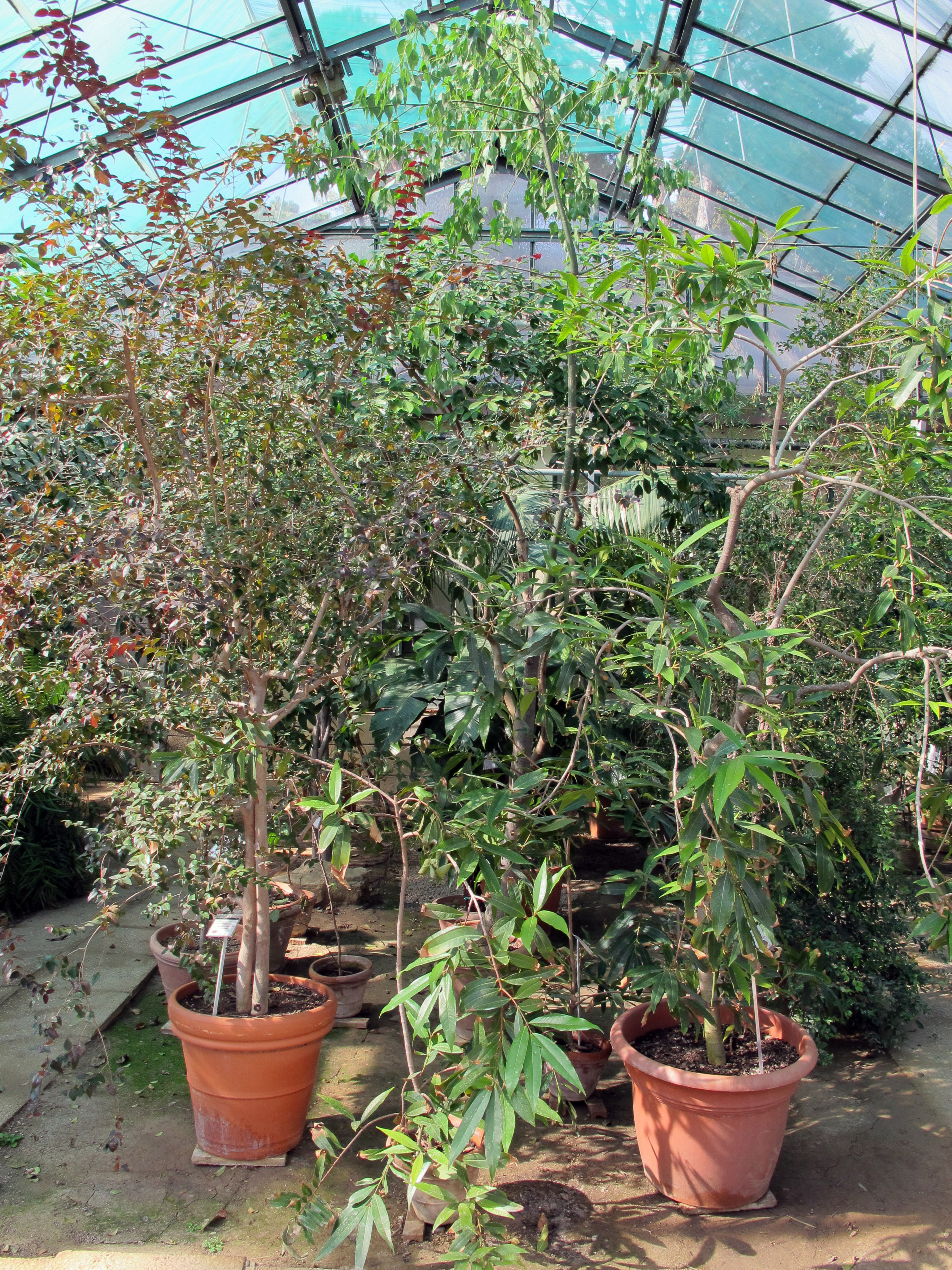
Invernaderos

El Instituto ha participado en las diferentes fases de la presencia agrícola italiana en ultramar.
En sus primeros veinte años de existencia 1904-1924 ha realizado muchos estudios sobre los recursos naturales y las potencialidades de explotación agrícola de Eritrea, de Somalia y de Libia. El Instituto ha desarrollado competencias y conocimientos en el campo agrícola, medioambiental, tecnológico, sociológico y económico.
Estos estudios se han intensificado en el período sucesivo 1924-1941, cuando apoyó la creciente obra de colonización italiana en África, con ensayos productivos in loco, elaborando planes de colonización agrícola y capacitando y transfiriendo conocimientos a los agricultores. La gran cantidad de datos elaborados bajo la dirección de Armando Maugini ha permitido crear un archivo de documentos escritos y fotográficos y una colección de productos agrícolas, plantas y otros productos, utilizados en las actividades de capacitación y de divulgación. Las informaciones recolectadas en el campo y las soluciones técnicas propuestas por el personal del Instituto fueron utilizadas extensivamente. Para proveer a las exigencias de trabajo en aumento, el Instituto construyó una nueva sede, antes de la Segunda Guerra Mundial, donde todavía se encuentra su sede principal. Después del conflicto y con la repatriación de los colonos italianos, el IAO colaboró en la obra de la Administración fiduciaria italiana en Somalia, proveyendo sus competencias técnicas y medioambientales al nuevo estado somalí. Al mismo tiempo se ocupó de la asistencia a los colonos italianos que migraban a los países de América Latina, y que recibieron los mismos servicios de enseñanza, asistencia técnica y apoyo en la planificación de las inversiones, otrora otorgados a las Colonias italianas. Esta fase fue acompañada por la restructuración del Instituto, bajo la dirección de Armando Maugini, Ferdinando Bigi y Arturo Marassi. Terminada esta fase y con la emergencia de la cooperación técnica, al comienzo de los años 1970', el Instituto se volvió a la realización de las políticas de la cooperación para el desarrollo del Ministerio de relaciones exteriores, sobre la base de las Leyes n. 38 del 1979 y n. 49 del 1987. Estas leyes, que crearon el Departamento, ahora Dirección general para la cooperación al desarrollo del Ministerio de relaciones exteriores y favorecieron colaboraciones con otras instituciones científicas y técnicas, en Italia y en el exterior. En particular, en los años 1970' el director Vincenzo Faenza fortaleció las competencias del IAO en el campo agro-económico. En los años 1983-1993, el director Aureliano Brandolini reforzó las competencias y los laboratorios científicos y técnicos, e incrementó las colaboraciones con los Centros de investigación internacionales y de los países en vía de desarrollo, para crear competencias locales y desarrollar tecnologías sostenibles in loco. En este período fue construido el Centro de formación con casa de huéspedes anexos al Instituto. En los años 2000' la directora Alice Perlini renovó las estrategias de intervención, apuntando a la colaboración con las organizaciones de la sociedad civil, al apoyo a los procesos de la cooperación descentralizada, a la participación solidaria e inclusiva de las comunidades locales, y a la capacitación de los técnicos italianos y extranjeros. Estas progresivas adaptaciones de la estructura y de las acciones del IAO han permitido que la red de colaboraciones crezca y el Instituto esté presente en los foros de discusión de los problemas del desarrollo agrícola y rural y de la conservación de los recursos naturales. Al mismo tiempo ha sido realizada la catalogación digital de la documentación del Instituto y han sido creados los instrumentos para su acceso por Internet. El Instituto es activo en la organización de conferencias, mesas de discusión, encuentros científicos y de estudio y otros eventos culturales, además que en los intercambios de experiencias con otras instituciones.